# Thrincohalictus prognathus
Thrincohalictus prognathus is een vliesvleugelig insect uit de familie Halictidae. De wetenschappelijke naam van de soort is voor het eerst geldig gepubliceerd in 1912 door Pérez.
De soort komt voor in het noorden van Israël in Galilea en de Golanhoogvlakte en wordt aangetroffen van enkele honderden meters tot ruim 1600 m hoogte op de Hermonberg.